# Joseph Whiting Stock
Pour l’article homonyme, voir Stock (homonymie).

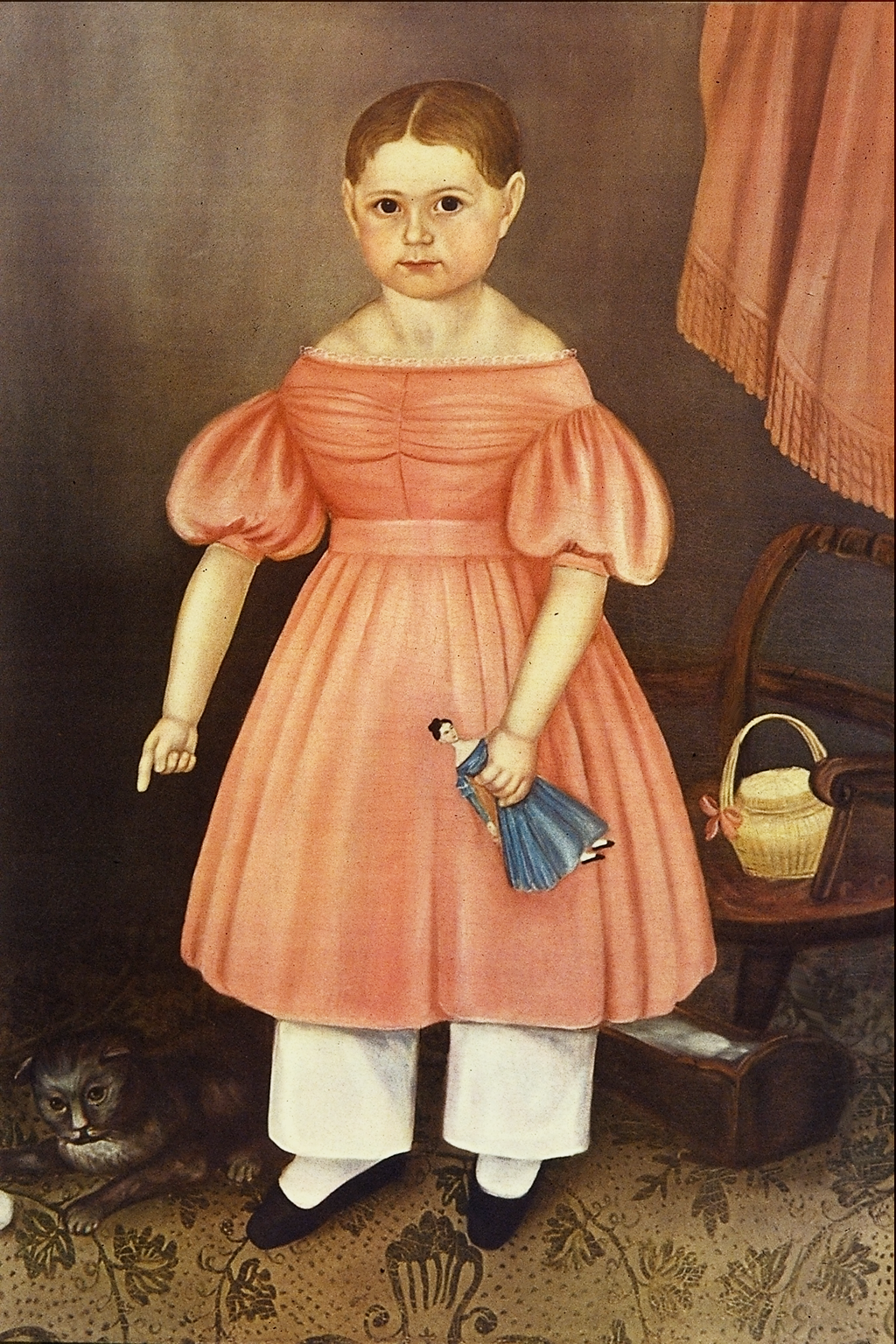
Mary Jane Smith par Joseph Whiting Stock.

Joseph Whiting Stock, né le 30 janvier 1815 à Springfield (Massachusetts) et mort le 28 juin 1855 dans la même ville, est un peintre américain connu pour ses portraits, ses miniatures et ses paysages. Ses œuvres sont  souvent réalisées sur commande.

## Biographie
Joseph Whiting Stock naît le 30 janvier 1815 à Springfield (Massachusetts). Il est l'un des douze enfants de Martha Whiting et de John Stock. Son père travaille à Springfield à l'armurerie des États-Unis.
Lorsqu'il a onze ans, un char à bœufs lui tombe dessus et il reste paraplégique jusqu'à la fin de sa vie. Après cet accident, il commence à étudier la peinture avec Franklin White, élève du peintre Chester Harding, sur les conseils de son médecin, et se voit confier une série de dessins anatomiques par le Dr James Swan en 1834. Cette année-là, le Dr Swan construit un fauteuil roulant qui permet à Joseph Whiting Stock de peindre de grandes toiles et d'être transporté dans les trains afin de voyager pour répondre à des commandes. Au cours des deux décennies suivantes, il accepte des commandes de portraits dans toute la Nouvelle-Angleterre, travaillant à Warren et Bristol, dans le Rhode Island, à New Bedford, dans le Massachusetts, et à Middletown, Goshen et Port Jervis, dans l'État de New York. Pendant toute cette période, ses ateliers sont situés dans sa ville natale de Springfield.
Joseph Whiting Stock meurt le 28 juin 1855 dans sa ville natale de la tuberculose à l'âge de quarante ans.
Ses peintures sont parfois confondues avec celles de Clarissa Peters Russell (en), la miniaturiste, car son style est similaire au sien, mais ses œuvres ne sont généralement pas signées.